# Pumpspeicherkraftwerk Entracque
Das Pumpspeicherkraftwerk Entracque in der italienischen Gemeinde Entracque, Provinz Cuneo (CN), Region Piemont  besteht aus drei Staubecken, dem Lago della Piastra als Unterbecken und zwei Oberbecken, dem größeren Lago del Chiotas und dem kleineren Lago della Rovina, weiters aus zwei Kraftwerksgebäuden, die Chiotas-Piastra und Rovina-Piastra, in welchem die Turbinen, Generatoren und Pumpeinrichtungen untergebracht sind und das gemeinsam genutzte Unterbecken jeweils mit einem der beiden Oberbecken mit Druckrohrleitungen verbinden. Die Planungsarbeiten begannen im Jahr 1962, der operative Betrieb startete 1982. Mit einer Engpassleistung der gesamten Kraftwerksanlage von 1,32 GW zählt es zu den größten Pumpspeicherkraftwerken in Europa.

## Kraftwerksanlagen
Das gemeinsam genutzte untere Staubecken besteht aus einer 88 m hohen Gewichtsstaumauer und besitzt ein Fassungsvermögen von 12 Millionen m³. Davon können effektiv 9 Millionen m³ bei Bedarf in die oberen beiden Staubecken gepumpt werden.

### Anlage Chiotas-Piastra
Chiotas-Piastra ist die größere der beiden Kraftwerksanlagen mit einer Nennleistung von 1,184 GW und einer Fallhöhe von dem Lago del Chiotas zu dem Lago della Piastra von 1048 m. Chiotas-Piastra umfasst in Summe 8 Pumpen. Das zur Anlage gehörende obere Speicherbecken Lago del Chiotas weist ein nutzbares Fassungsvermögen von 27,3 Millionen m³ auf und wird von zwei Staudämmen eingefasst.

### Anlage Rovina-Piastra
Rovina-Piastra ist die kleinere der beiden Kraftwerksanlagen mit einer Nennleistung von 133,67 MW und einer Fallhöhe von dem Lago della Rovina zu dem Lago della Piastra von 598 m. Rovina-Piastra umfasst eine Pumpe. Das zur Anlage gehörende obere Speicherbecken Lago della Rovina weist ein Fassungsvermögen von 1,2 Millionen m³ auf und wird von einer Staudamm mit 10 m gefasst.